# Breznički Hum
Breznički Hum est un village et une municipalité située dans le comitat de Varaždin, en Croatie. Au recensement de 2001, la municipalité comptait 1 575 habitants, dont 99,43 % de Croates et le village seul comptait 557 habitants.

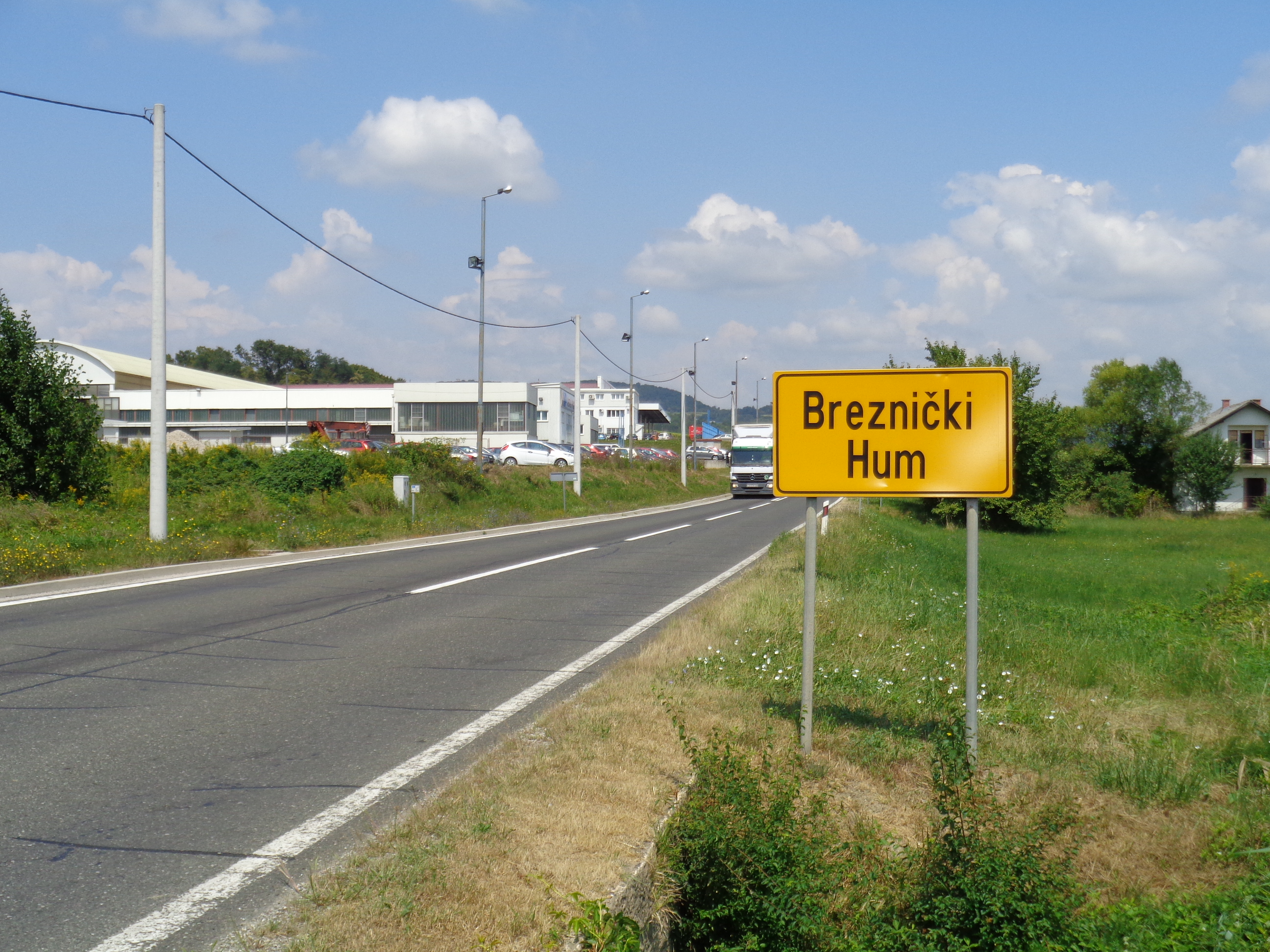
Entrée du village

## Localités
La municipalité de Breznički Hum compte 5 localités :
- Breznički Hum
- Butkovec
- Krščenovec
- Radešić
- Šćepanje